# 正延哲士
正延 哲士（まさのぶ てつし、1931年〈昭和6年〉 - ）は日本のルポライター、小説家、ジャーナリスト。

## 経歴
高知県に生まれる。立命館大学文学部中退。放送局勤務を経て、著述活動に入る。主にノンフィクションを執筆し、実在したヤクザの人間像や、冤罪事件をテーマにした作品などを発表。『最後の博徒―波谷守之の半生』は『最後の博徒』として映画化された。日本推理作家協会会員。

## 著書
- 『博士頭芦田主馬太夫』現代企画室 1980
- 『日本叛乱伝説 長篇伝奇サスペンス』トクマ・ノベルズ 1981
- 『遥かなり聖母の河(マドレ・デ・デイオス) 長篇伝奇サスペンス』（1981年、トクマ・ノベルズ）
- 『最後の博徒―波谷守之の半生』（1984年、三一書房）双葉文庫、幻冬舎アウトロー文庫
- 『続・最後の博徒 波谷守之外伝』（1984年、三一書房）双葉文庫、幻冬舎アウトロー文庫
- 『新・国姓爺伝説 長篇伝奇ミステリー』トクマ・ノベルズ 1984
- 『昭和三年の法医鑑定 再審・山本久雄老事件の焦点』木馬書館 1985
- 『蒔絵職人・霜上則男の冤罪―山中温泉殺人事件』（1987年7月、東京法経学院出版）
- 『バリ島奇談』（1987年、山下出版）
- 『奈落と花道 奥役東五郎の半生』三一書房 1987
- 『異説 春日局伝』（1989年1月、毎日新聞社）
- 『闇の伝説・七人御崎』毎日新聞社 1990.12.
- 『戦後史秘話 総理を刺す 右翼・ヤクザと政治家たち』（1991年、三一書房）
- 『極道 暗殺』（1991年4月、徳間書店）
- 『伝説のやくざ ボンノ』（1992年、三一書房）
- 『金融極道』トクマ・ノベルズ 1992
- 『最後の愚連隊―稲川会外伝』（1993年11月、三一書房）幻冬舎アウトロー文庫、
- 『安倍仲麿』（1994年12月、三一書房）
- 『昭和名侠伝鬼魄―鬼頭良之助と山口登』（1996年6月、三一書房）
- 『土佐の高知のはりまや橋で―私説・鋳掛屋お馬』（1996年7月、三一書房）
- 『じゃがたらお春』三一書房 1996
- 『山内一豊―運を呼びこむ生き方」（1997年、PHP文庫）
- 『鯨道―土佐游侠外伝』（1997年7月、洋泉社）
- 『伝説のやくざ ボンノ』（1998年12月、幻冬舎アウトロー文庫）
- 『侠道(おとこみち)―しまなみ海道異聞」（1999年7月、青樹社）
- 『博徒・森川鹿次の生涯―瀬戸内遊侠伝」（2000年4月、洋泉社）
- 『波谷守之―“最後の博徒”への鎮魂歌』（2001年8月、洋泉社）「最後の博徒 波谷守之外伝」幻冬舎アウトロー文庫
- 『昭和の侠客―鬼頭良之助と山口組二代目』（2002年5月、筑摩書房）ちくま文庫